# Automobile Craiova
Automobile Craiova S.A. fue un fabricante de automóviles, que estuvo situado en la ciudad de Craiova, en Rumanía.

## Historia

### Problemas de continuidad
Durante la era de gobierno socialista en Rumania, el afán por industrializar al país demostró la pobreza en la implementación de políticas tendientes a garantizar la supervivencia de dichas empresas a futuro, teniéndose que; para ello, empezar a privatizar las compañías en manos estatales, y subastarlas a consorcios privados de capital.

### Fin de la era Oltcit

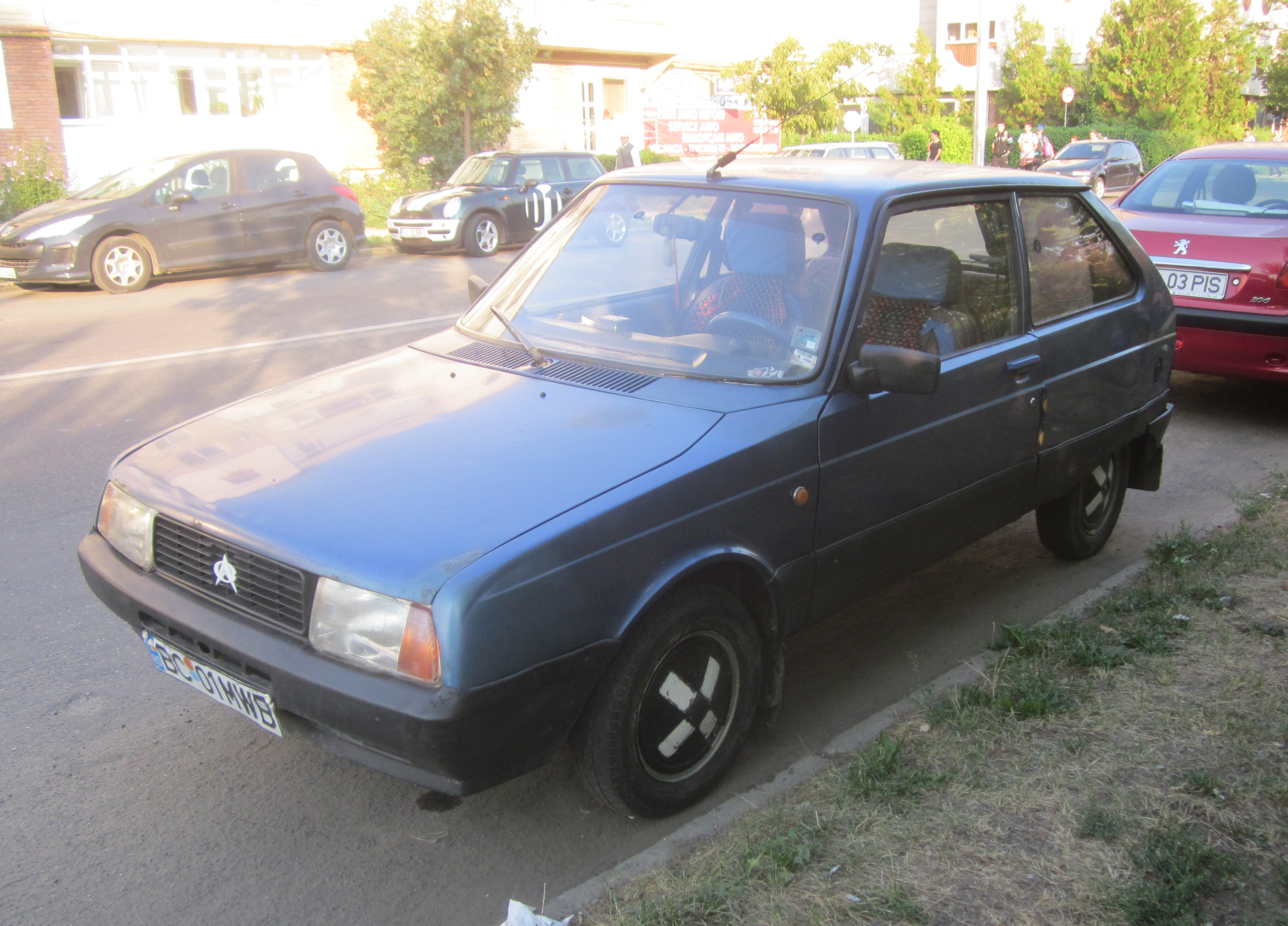
Un "Oltena Club 11 RS", similar al Oltcit Club.

En el caso de la Oltcit, se empezó a desdibujar su asociación con la fábrica francesa Citroën, que se desentendió de dicha planta, y lo que presentó una seria dificultad para su supervivencia, y la continuidad de los puestos de trabajo que allí se habían creado. Así, en 1991, como consecuencia de la retirada de Citroën de la sociedad que se creó de forma conjunta, el nombre de la compañía fue cambiado posteriormente a Automobile Craiova y la producción de automóviles se continuó, pero ya bajo la marca Oltena.
Luego, en 1994, la compañía decidió entrar en una nueva forma de asociación (repartiendo su capital 49% -51%) con la empresa surcoreana Daewoo Heavy Industries (más tarde Daewoo Motors) y sería redesignada como la sociedad Rodae Automobile. Después de cesar de producir al Oltcit, con su ciclo en inicio desde 1981 hasta 1996, a partir de 1992 sería rebautizado como Oltena y luego como Rodae Oltena después de 1994. Luego, la compañía descontinuó finalmente dicho auto y comenzó a producir modelos de su matriz, tales como el Tico, el Cielo y el Espero.

### Inicio y fin de la era Daewoo

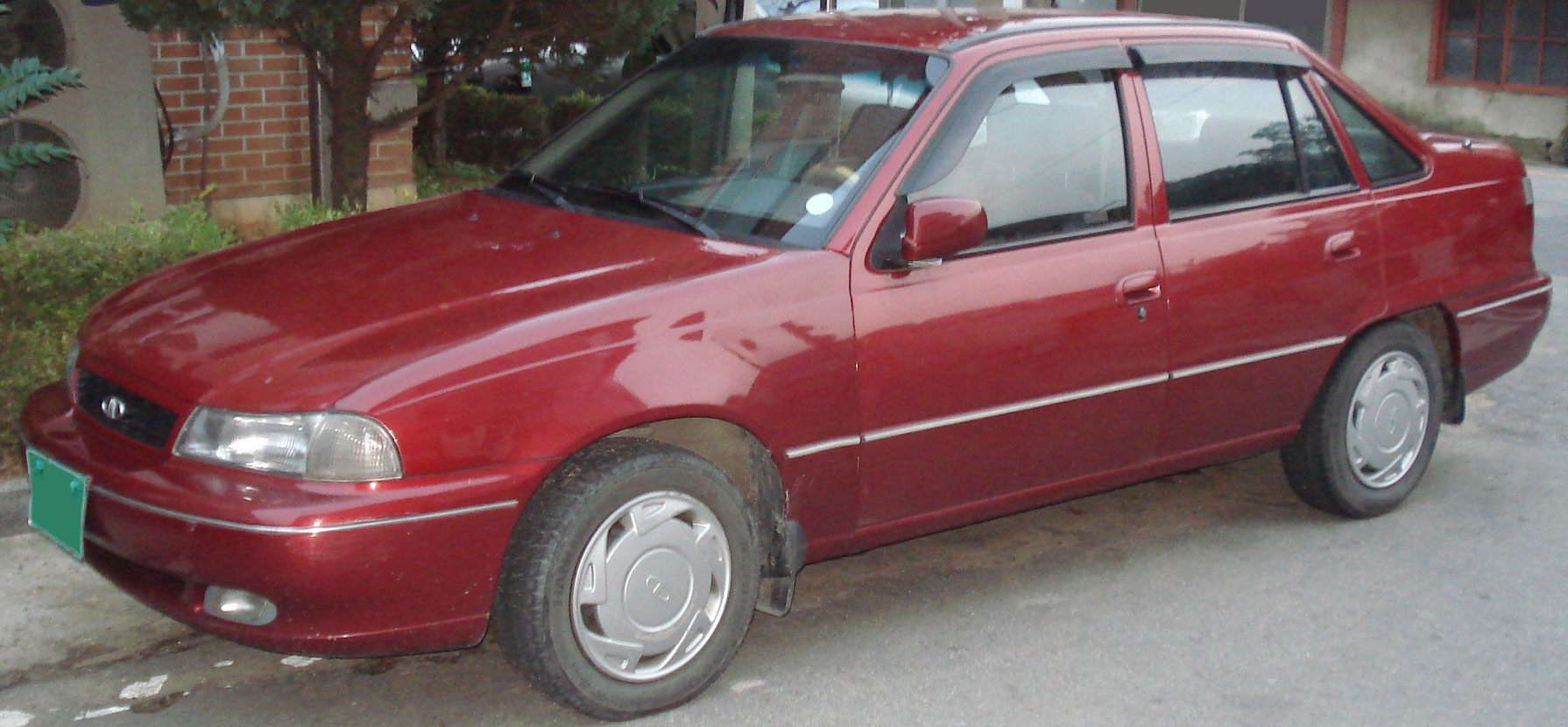
Daewoo Cielo, similar a los producidos en Rumania.

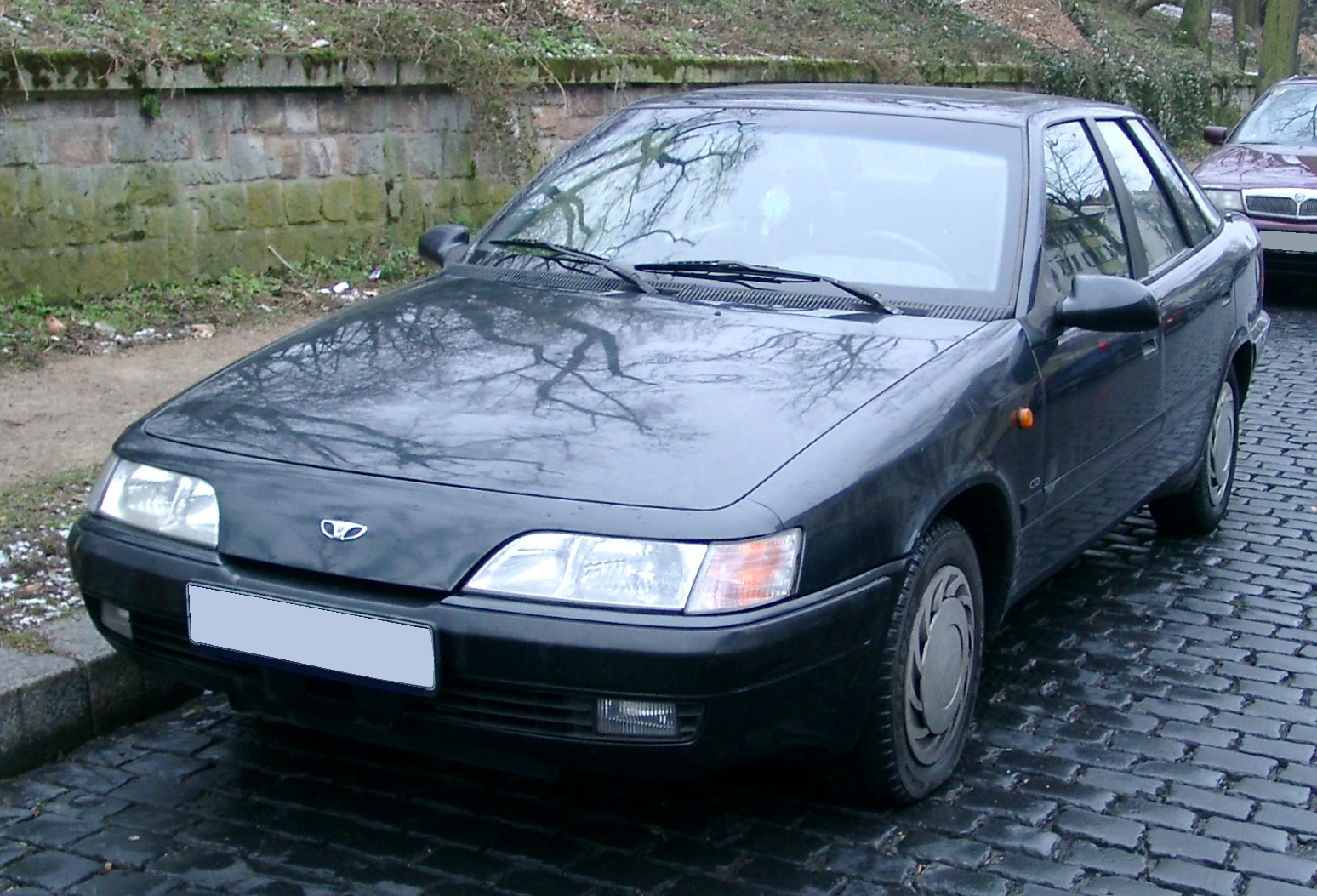
Daewoo Espero, similar a los producidos en Rumania.

En 1997, su nombre fue cambiado a Daewoo Automobile Romania y en adición se construyó una nueva planta de manufactura de motores y transmisiones, la que fue inaugurada por la empresa en 2001, y también en paralelo se inicia la producción del Daewoo Matiz y el Nubira II. Sin embargo, para ese momento, la sede principal de la empresa, en Corea del Sur había quebrado debido a problemas financieros (que serían graves y que condujeron a la economía de Corea del Sur a una profunda crisis), y así mismo obligó al excedente de compañías que se debieron reorganizar tras la enorme pero mal planificada expansión de las plantas de la citada en Asia Central y Europa del Este, y a algunas se les debió dar una prematura clausura -como la FSO-, y cesaron así mismo las licencias de producción de coches de la marca surcoreana en esta y otras planta, salvo la AvtoZAZ -que produce hasta la fecha el ZAZ Lanos (sedán) y el ZAZ Sens (cupé, hatchback y furgoneta)- pero con motorizaciones de procedencia ucraniana.

### Nuevo destino
En 2002, tras la compra de las facilidades cntrales de producción y marcas de Daewoo por parte de la General Motors, la mayor parte de Daewoo Motor en Corea del Sur, no definió el futuro de las plantas de producción de automóviles en las naciones donde la citada firma, tales como las de Rumania, Uzbekistán o Polonia fuesen a parar en manos del gigante norteamericano.
Debido a los lesivos términos del acuerdo, la compañía rumana no pudo seguir manufacturando coches de la marca Daewoo, ni se le permitió exportar estos productos a países vecinos, o producir nuevos modelos que resultaron de la nueva empresa: GM Daewoo.
Para empeorar las cosas para la empresa, la General Motors comenzó a vender sus productos devenientes de la planta surcoreana de Busán desde el año 2003, y bajo la marca Chevrolet, erosionando así la ya delicada situación de la factoría y dejándola sin un posible futuro.

### Ford y un nuevo destino

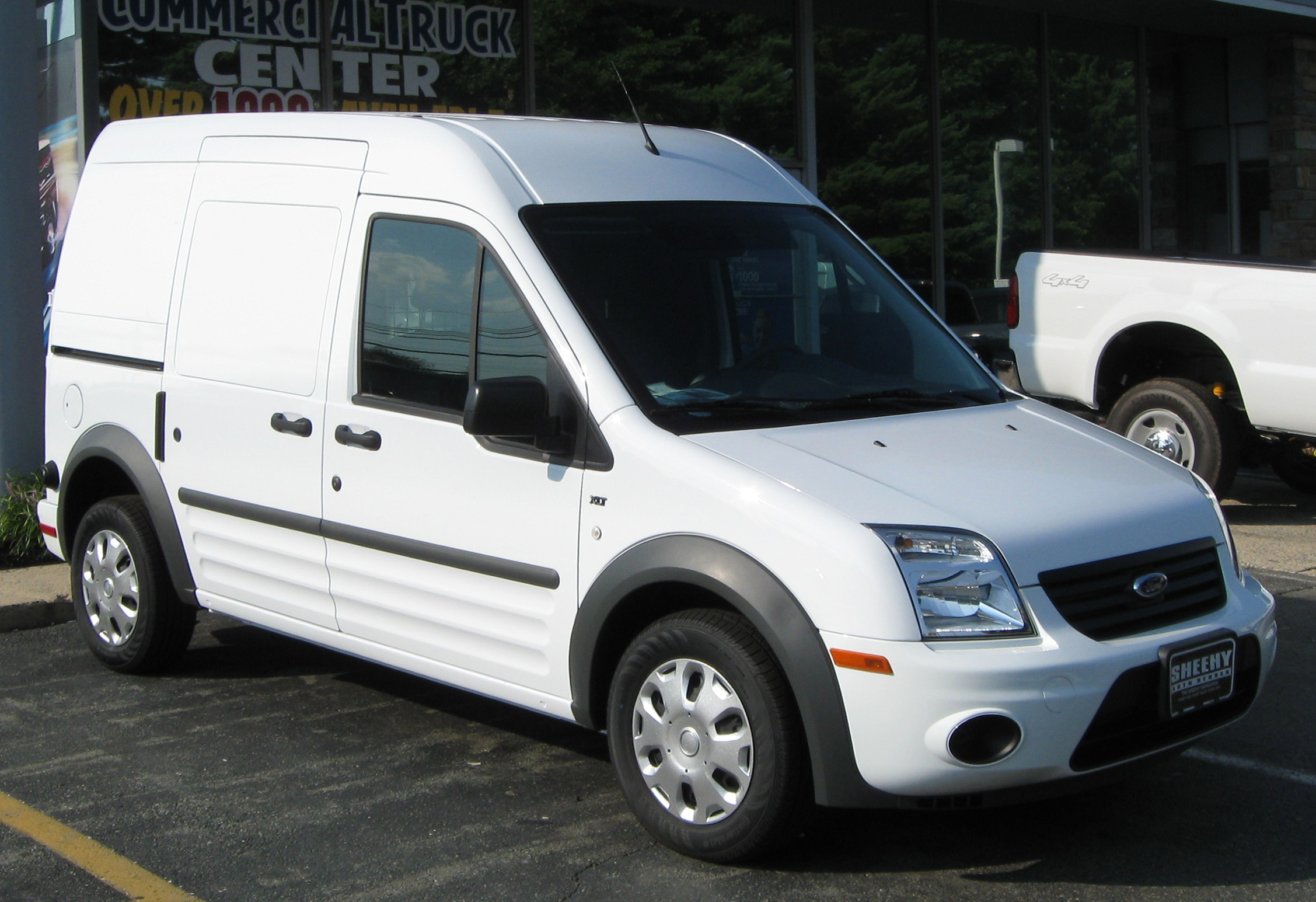
La imagen muestra a un vehículo similar al primer modelo de Ford Transit salido de las líneas de producción de Craiova, en Rumania, lo que sucedió el 8 de septiembre de 2009.

En 2006, el gobierno rumano compró la parte de la propiedad que estaba en manos de la Daewoo (51 %) y decide recrear una nueva empresa conjunta con capital de un fabricante de Estados Unidos, que aportó unos US$60 millones, no se dijo inicialmente quien era el inversor. Un año después, en septiembre de 2007, se oficializó que la Ford Motor Company era el consorcio que estaba interesado en adquirir la participación de dicha planta, y llegó a comprar un 72,4 % en la empresa, haciéndose una reinversión de unos 57 millones de euros. El 21 de marzo de 2008 se firmó el contrato de adquisición, con el que la Ford asume oficialmente la propiedad de Automobile Craiova (la que luego de ser transferida, tanto en sus activos fijos y productivos en Ford Rumanía). En mayo de 2009, Ford adquiere otra participación, convirtiéndose en el accionista mayoritario, con el 95,63% de acciones de la compañía.
Tanto los modelos de camioneta que transportaba pasajeros como la de carga de la Ford Transit Connect fueron el primer modelo de Ford producido en las instalacines de Craiova, seguida por la producción de los motores y otras partes para los automóviles de la marca, eso si; para los modelos de baja gama y otros coches pequeños, como el nuevo Ford B-Max. La planta añadirá un segundo modelo para su producción a pequeña escala, el que aún no tiene nombre ni designación.

## Productos

### Etapa Oltcit
- Oltcit Special (1981 – 1990)
- Oltcit Club (1981–1995)
- Citroën Axel (1985–1990)
- Oltcit Club 12 CS (1993 – 1995)

### Etapa Daewoo
- Daewoo Espero (1996 – 1998)
- Daewoo Cielo (1996 – 2007)
- Daewoo Tico (1998 – 2002)
- Daewoo Leganza (1998 – 2002)
- Daewoo Nubira (1998 – 2008)
- Daewoo Matiz (1999 – 2008)
- Daewoo Tacuma (2002 – 2008)

### Etapa Ford
- Ford Transit - (2008 - 2009)
- Ford Transit Connect - (2008 - 2011)
- Ford B-Max - (2011 - presente)